# 穆巴里兹·伊布拉希莫夫
穆巴里兹·伊布拉希莫夫（1988年2月7日—2010年6月18日）是亞塞拜然的一名准尉，於2010年马尔达凯特冲突中喪生，隨後被追授亞塞拜然國家英雄。

## 早年生活
伊布拉希莫夫於1988年出生於比利亞蘇瓦爾區，2005年自中學畢業，2006年—2007年服義務役，2009年加入亞塞拜然軍隊，2009年9月他成為一名准尉，駐紮於亞塞拜然西部的納夫塔蘭。

## 身亡

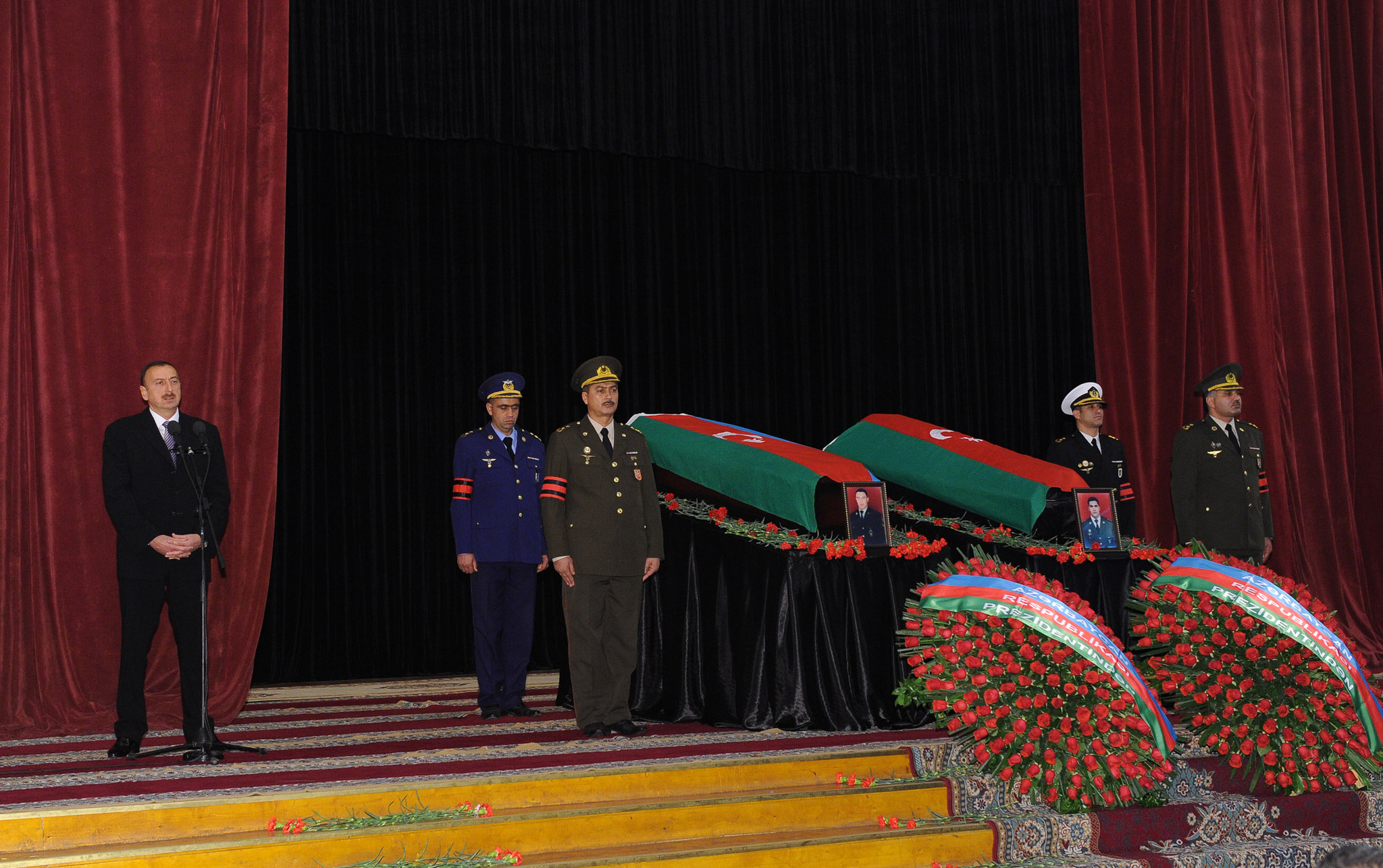
亞塞拜然總統伊利哈姆·阿利耶夫主持穆巴里兹·伊布拉希莫夫與同年9月在邊境衝突中陣亡的法里德·艾哈迈多夫（Farid Ahmadov）之喪禮

2010年6月，亞塞拜然與亞美尼亞發生小規模軍事衝突，伊布拉希莫夫於6月19日兩軍在邊境交火時喪生，亞塞拜然國防部表示伊布拉希莫夫為一英雄，憑一己之力殺死四名敵人，並傷害另外五人；亞美尼亞則表示伊布拉希莫夫死於亞美尼亞控制的納戈爾諾-卡拉巴赫周邊地區，顯示衝突的攻方為亞塞拜然。
伊布拉希莫夫的遺體在亞美尼亞前後長達141天，亞塞拜然國防部表示亞美尼亞一開始聲稱遺體不在他們手上。8月2日有亞美尼亞人在網路上貼出了據稱是伊布拉希莫夫遺體的照片。亞塞拜然一度請求紅十字國際委員會協調歸還遺體事宜，後來亞美尼亞使徒教會宗主教卡雷金二世請求總統谢尔日·萨尔基相將遺體歸還給亞塞拜然。10月兩國總統在阿斯特拉罕會談達成共識，11月6日伊布拉希莫夫的遺體終於被送回亞塞拜然。亞塞拜然總統伊利哈姆·阿利耶夫出席了他的喪禮。

## 身後

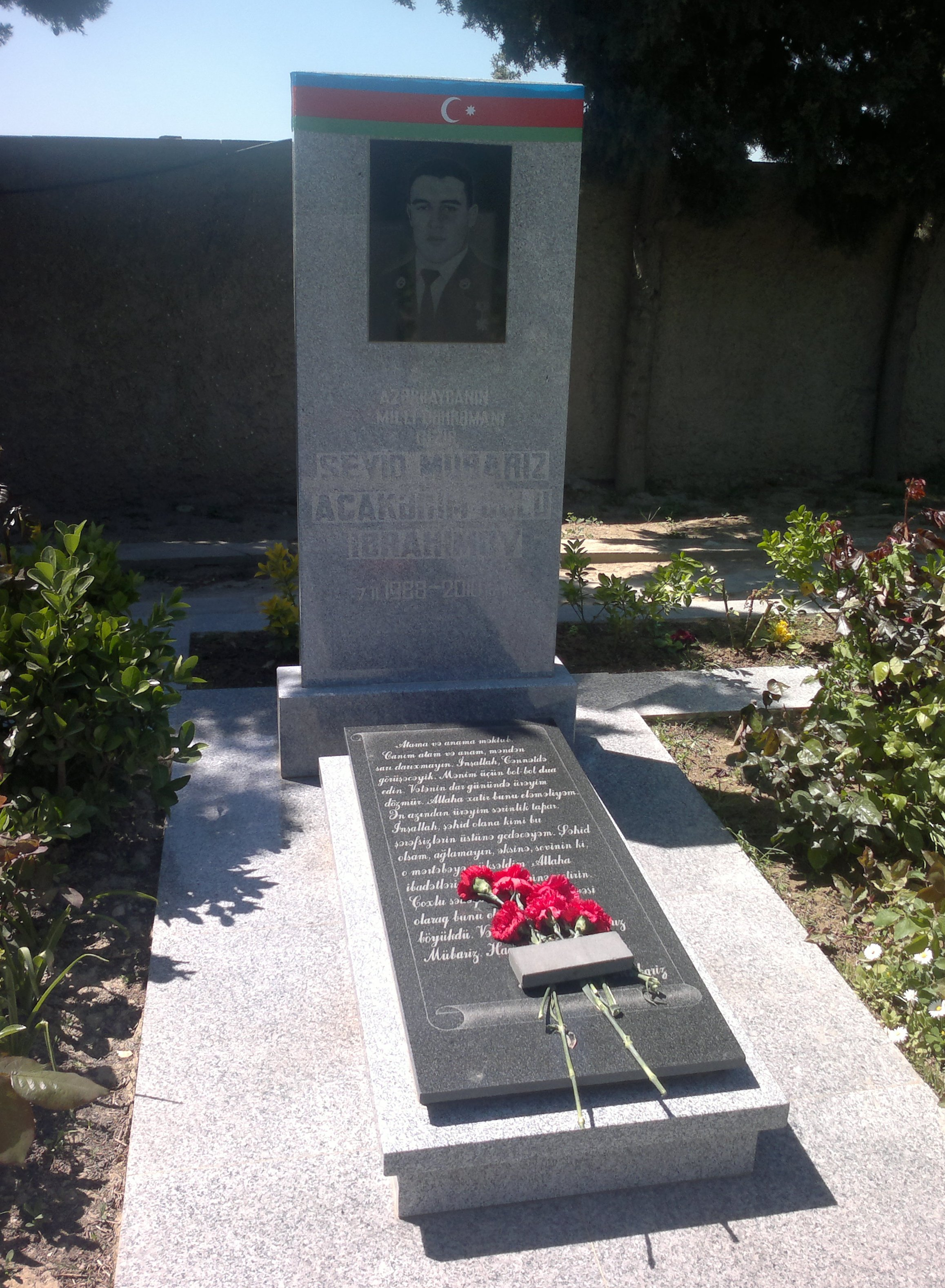
伊布拉希莫夫位於巴庫的陵墓

2010年7月22日，亞塞拜然總統伊利哈姆·阿利耶夫追授伊布拉希莫夫亞塞拜然國家英雄，並宣布伊布拉希莫夫出生地比拉亞蘇瓦爾的一所中學將以他為名，且當地有一條街道也將以他為名。議員加尼拉·帕沙耶娃建議拍攝一部關於伊布拉希莫夫生平的紀錄片。亞塞拜然中央銀行出資在伊布拉希莫夫紀念中學的前面設立了一座高4公尺的花崗岩雕像，於2011年6月15日完工揭幕。
亞塞拜然國防工業生產的一款Istiglal狙擊步槍（12.7X108 穆巴里兹 Istiglal）以伊布拉希莫夫為名。帕尔马里集团（Palmali Group）一艘新的液貨船也以他為名。
2011年，伊布拉希莫夫被亞塞拜然的ANS媒體集團選為年度人物。